# Florestine Monacká
Florestine Monacká (Florestine Gabriela Antoinette; 22. října 1833, Fontenay-aux-Roses – 4. dubna 1897, Stuttgart) se narodila nejmladší dítě a jediná dcera monackého knížete Florestana a jeho manželky Marie Karolíny Gibert de Lametz. Původem byla členkou rodu Grimaldi a monackou princeznou a sňatkem s Vilémem z Urachu členkou rodu Württemberků a vévodkyní z Urachu a hraběnkou z Württembergu.

## Manželství a potomci
Florestine se 15. února 1863 jako devětadvacetiletá v Monaku provdala za o třiadvacet let staršího vdovce, hraběte Viléma z Württembergu (později Vilém, 1. vévoda z Urachu), syna vévody Viléma Württemberského a jeho morganatické manželky, baronky Vilemíny von Tunderfeldt-Rhodis. Během šestiletého manželství Florestine porodila dva syny:
- 1. Vilém Karel Florestan Gero Crescentius (3. 3. 1864 Monako – 24. 3. 1928 Rapallo), hrabě Württemberský, 2. vévoda z Urachu, nominální král Litevský jako Mindaugas II. Litevský[2]

⚭ 1892 Amélie Bavorská (24. 12. 1865 Mnichov – 26. 5. 1912 Stuttgart), rodem bavorská princezna
⚭ 1924 Wiltrud Alix Marie Bavorská (10. 11. 1884 Mnichov – 28. 3. 1975 Oberstdorf), rodem bavorská princezna
- 2. Josef Vilém Karel Florestan Gero Crescentius (15. 2. 1865 Ulm – 5. 12. 1925 Stuttgart), princ z Urachu, svobodný a bezdětný[5]

Manžel Florestine v roce 1841 konvertoval kvůli své první manželce Teodolindě, která zemřela v roce 1857, ke katolické víře.

## Monacká nástupnická krize v roce 1918
Florestine se podle monackých následnických pravidel mohla vdát bez toho, aniž by se zřekla svých nástupnických práv. Když na monacký trůn nastoupil její prasynovec Ludvík II. Monacký, vznesl její syn Vilém nárok na nástupnictví v knížectví a na šlechtické tituly rodu Grimaldi. Francie však podstoupila dvě války proti Německu a nechtěla, aby Monaku vládli němečtí princové. Následně Francie dosáhla dohody s knížectvím, aby mohla být Ludvíkovou dědičkou jeho nemanželská dcera Šarlota. Šarlota 30. května 1944 postoupila svá práva na knížecí trůn svému synovi Rainierovi, který se stal knížetem Rainierem III. Monackým.